# Servidor Cloud
Uma tecnologia para guardar arquivos importantes na nuvem e acessar a qualquer momento, mediante login e senha.
É uma solução para empresas de pequeno e médio porte, que não possuem estrutura para manter um data center e necessitam de backup devido a importância de seus documentos (por exemplo, um escritório de contabilidade, uma loja de roupas).
Os arquivos ficam em um banco de dados na nuvem, guardados em um data center e disponíveis para consulta online e download. 
O serviço é oferecido por várias empresas e, além do preço baixo, você tem a vantagem de acessar em qualquer lugar do mundo, basta ter um computador, tablet ou celular com internet.
É uma facilidade para quem precisa acessar documentos de forma rápida e organizada. 
O backup desta forma dispensa o uso de pendrive ou DVD.
Revista Valor Econômico
Tecnologia na Nuvem promove inclusão digital (30 de abril de 2013)